# Partido Pronaturaleza
El Partido Pronaturaleza (en tagalo: Partidong Makakalikasan; en inglés: Nature Party, lit. 'partido Naturaleza') es un partido político ecologista y socialdemócrata filipino.